# Ghiacciaio Quito
Il ghiacciaio Quito è un ghiacciaio situato sull'isola Greenwich, nelle isole Shetland Meridionali, un arcipelago antartico situato poco a nord della Penisola Antartica. Il ghiacciaio si trova in particolare sulla costa centro-settentrionale dell'isola, dove fluisce verso nord-est a partire dal versante nord-orientale del monte Plymouth e del monte Osorno, fino a entrare nella baia Guayaquil, poco a ovest di punta Cuenca.

## Storia
Il ghiacciaio Quito è stato così battezzato nel 1990 dai membri della prima spedizione antartica ecuadoriana in onore della città di Quito, capitale dell'Ecuador.